# 樋口兼光
樋口 兼光（ひぐち かねみつ）は、平安時代末期の武将。中原兼遠の次男。今井兼平の兄。正式な名のりは中原 兼光（なかはら の かねみつ）。木曾義仲の乳母子にして股肱の臣。義仲四天王の一人。信濃国筑摩郡樋口谷（現・木曽町日義）または伊那郡樋口村（現・辰野町樋口）に在して樋口を称した。

## 生涯
乳母子として義仲と共に育ち、弟の兼平と共に忠臣として仕えた。『平家物語』延慶本巻八「樋口次郎成降人事」によれば、武蔵国の児玉党の婿であったとされる。治承・寿永の乱における治承年（1180年）の義仲挙兵に従って各地を転戦した。寿永2年（1183年）の倶利伽羅峠の戦いなどで重要な役割を果たし、平家を都から追い落として7月に義仲と共に入京した。9月に後白河法皇の命により、義仲は水島の戦いで西国へ下るが、京の留守を兼光に命じ、法皇の監視に当たらせている。法皇と義仲が対立した法住寺合戦で法皇を拘束するなど義仲軍の中心人物として活躍した。
元暦元年（1184年）正月、義仲に離反した源行家・源義資を討伐するため、河内国石川へ500騎で出陣するが、その間に鎌倉軍が到着し、敗れた義仲は粟津の戦いで討ち死にした。翌日、義仲の死を知った兼光は京へ戻る道中で武装解除し、源義経の軍勢に生け捕られた。『吾妻鏡』によれば、兼光は武蔵国児玉党の人々と親しい間であったため、彼らは自分達の勲功の賞として兼光の助命を訴え、義経が朝廷に奏聞したが、兼光の罪科は軽くないとして許されなかったという。
26日、義仲らの首と共に検非違使に身柄を引き渡され、2月2日、渋谷高重によって斬首された。兼光の嘆願で義仲の隣に首を置く事になる。義仲という主君を失いながらも義仲へのいたわりや忠実な気持ち、美しい主従の絆が書かれている。

## 『平家物語』における最期

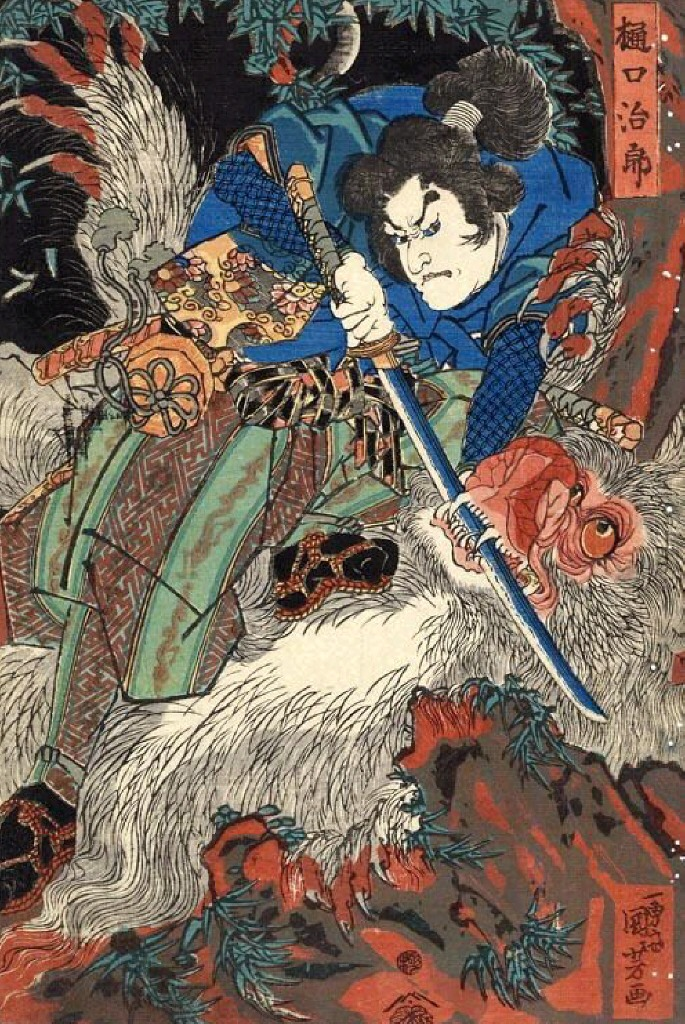
樋口兼光（歌川国芳画）

以下に『平家物語』巻第九「樋口被斬」における兼光の最期の様子を記す。
樋口は源行家を紀伊国名草に向かっていたが、都に戦ありと聞いて取って返したところ、大渡の橋で弟の今井兼平の下人に会い、木曾義仲も今井兼平も既にこの世にないことを知った。樋口は涙を流し、「これを聞きたまえ方々、主君に志を思い参らす人々は、これより早くいづこへも落ち行き、いかような仏道修行をもして、主君の菩提を弔いたまえ。兼光は都へ上り討ち死にし、冥途でも主君に面謁し、今井をももう一度みたいと思うためである」と述べて都へ上った。鳥羽離宮の南の門を過ぎるときに、その勢はわずか二十余騎になっていた。その後、何とか命ばかりは助けようと考える児玉党の説得に応じ、児玉党に降った。源範頼と義経は院に伺いをたてたところ、院中の公卿、局の女房、女童までも「木曾が法性寺を焼き滅ぼし、多くの高僧が亡くなったのは今井と樋口によるものであり、これを助けることは口惜しい」と述べたため死罪が決まった。兼光は死罪打ち首になる際は義仲の隣に首を置いて欲しいと頼み義仲と他五人の首が大路を渡される際、供をつとめることを頻りに申し出、藍摺の直垂と立烏帽子の姿で従い、その次の日に斬られた。

## 子孫
戦国時代の上杉氏家臣樋口兼豊、その長男と次男である直江兼続、大国実頼は子孫と云われている。